# Фінал кубка України з футболу 2015
Фіна́л ку́бка Украї́ни з футбо́лу 2015 — 24-й фінал кубка України з футболу, що відбувся 4 червня 2015 року між київським «Динамо» та донецьким «Шахтарем», які ввосьме розіграли трофей між собою. Переможцем матчу стало київське «Динамо», яке виграло в серії пенальті і здобуло свій 11-ий титул володаря Кубка України.

## Шлях до фіналу
Обидві команди на шляху до фіналу не зазнали жодної поразки в семи матчах і лише по одному разу зіграли в нічию у півфіналах.
| 1/16 фіналу | «Зірка»   | 1-3 | «Динамо»  |
| 1/8 фіналу  | «Карпати» | 0-1 | «Динамо»  |
| 1/8 фіналу  | «Динамо»  | 1-0 | «Карпати» |
| Чвертьфінал | «Зоря»    | 1-2 | «Динамо»  |
| Чвертьфінал | «Динамо»  | 2-0 | «Зоря»    |
| Півфінал    | «Олімпік» | 0-0 | «Динамо»  |
| Півфінал    | «Динамо»  | 4-1 | «Олімпік» |

| 1/16 фіналу | «Оболонь-Бровар» | 0-1 | «Шахтар»   |
| 1/8 фіналу  | «Полтава»        | 1-5 | «Шахтар»   |
| 1/8 фіналу  | «Шахтар»         | 4-1 | «Полтава»  |
| Чвертьфінал | «Металіст»       | 0-2 | «Шахтар»   |
| Чвертьфінал | «Шахтар»         | 1-0 | «Металіст» |
| Півфінал    | «Дніпро»         | 0-1 | «Шахтар»   |
| Півфінал    | «Шахтар»         | 1-1 | «Дніпро»   |

## Попередні зустрічі
Цей фінал кубка України став восьмим, в якому зустрілись київське «Динамо» і донецький «Шахтар». В попередньому фіналі національного кубка, де також грали ці дві команди, перемогу здобуло «Динамо» з рахунком 2:1 і, відповідно, захищало титул. Всього ж «Динамо» перемагло «Шахтар» у фіналах чотири рази із семи.
Всього ж до цього матчу «Динамо» грало у 13 фіналах кубка і виграло 10 трофеїв, а «Шахтар» зіграв у 14 фіналах і здобув 9 кубків.

## Матч

### Деталі
| 4 червня 2015 21:00 EEST +26 °C |

| «Динамо» | 0:0 дч   | «Шахтар» |
| -------- | -------- | -------- |
|          | Протокол |          |

| НСК «Олімпійський», Київ Глядачів: 53 455 Арбітр: Юрій Можаровський (Львів) |

|                                                                      |     | Пенальті                                                         |  |
| Велозу · Драгович · Антунеш · Гусєв · Ярмоленко · Беланда · Хачеріді | 5:4 | Срна · Адріану · Коста · Тайсон · Ракицький · Тейшейра · Гладкий |  |

| Динамо | Шахтар |

| ДИНАМО:       |    |                          |           |
|               |    |                          |           |
| ВР            | 1  | Олександр Шовковський () |           |
| ПЗ            | 2  | Даніло Сілва             | 46'       |
| ЦЗ            | 6  | Александар Драгович      | 68'       |
| ЦЗ            | 34 | Євген Хачеріді           | 82'       |
| ЛЗ            | 24 | Домагой Віда             | 88'       |
| ЦП            | 17 | Сергій Рибалка           | 81', 115' |
| ЦП            | 4  | Мігел Велозу             |           |
| ЦП            | 16 | Сергій Сидорчук          | 101'      |
| ПП            | 10 | Андрій Ярмоленко         | 62'       |
| ЛП            | 7  | Джермейн Ленс            |           |
| НП            | 22 | Артем Кравець            | 56' 76'   |
| Заміни:       |    |                          |           |
| ВР            | 23 | Олександр Рибка          |           |
| ЛЗ            | 5  | Віторіну Антунеш         | 46'       |
| ЦП            | 19 | Денис Гармаш             |           |
| ПП            | 20 | Олег Гусєв               | 76'       |
| ЦП            | 29 | Віталій Буяльський       |           |
| ЦЗ            | 30 | Бетао                    |           |
| ЦП            | 90 | Юнес Беланда             | 101'      |
| Тренер:       |    |                          |           |
| Сергій Ребров |    |                          |           |

| ШАХТАР:       |    |                     |          |
|               |    |                     |          |
| ВР            | 30 | Андрій Пятов        |          |
| ПЗ            | 33 | Дарійо Срна ()      | 55'      |
| ЦЗ            | 5  | Олександр Кучер     | 45+2'    |
| ЦЗ            | 44 | Ярослав Ракицький   |          |
| ЛЗ            | 13 | В'ячеслав Шевчук    |          |
| ЦП            | 6  | Тарас Степаненко    |          |
| ЦП            | 77 | Ілсінью             | 44' 91'  |
| ЛП            | 20 | Дуглас Коста        |          |
| ЦП            | 29 | Алекс Тейшейра      |          |
| ПП            | 10 | Бернард             | 68'      |
| НП            | 9  | Луїс Адріану        |          |
| Заміни:       |    |                     |          |
| ВР            | 32 | Антон Каніболоцький |          |
| ЛП            | 11 | Марлос              |          |
| ЛЗ            | 31 | Ісмаїлі             |          |
| ЦЗ            | 38 | Сергій Кривцов      | 45+2'    |
| ЦП            | 17 | Фернанду            |          |
| ПП            | 28 | Тайсон              | 68' 120' |
| НП            | 21 | Олександр Гладкий   | 91'      |
| Тренер:       |    |                     |          |
| Мірча Луческу |    |                     |          |

| Арбітри - Асистенти: - Сергій Беккер (Харків) - Олександр Войтюк (Запоріжжя) - Четвертий арбітр: - Юрій Мосейчук (Чернівці) - Спостерігач арбітражу: - Володимир Петров (Харків) - Делегат матчу: - Олександр Тюрін (Харків) | Регламент - 90 хвилин. - 30 хвилин додаткового часу за необхідності. - Серія пенальті за необхідності. - Сім гравці на заміні. - Максимум три заміни. |

### Статистика
| «Динамо» | Показник             | «Шахтар» |
| -------- | -------------------- | -------- |
| 0        | Голи                 | 0        |
| 18       | Удари по воротах     | 13       |
| 8        | Удари в рамку воріт  | 5        |
| 3        | Кутові               | 7        |
| 2        | Поза грою            | 3        |
| 21       | Порушення правил     | 18       |
| 7        | Жовті картки         | 3        |
| 1        | Червоні картки       | 0        |
| 58       | Володіння м'ячем (%) | 42       |

| Володар Кубка України 2015 |
| -------------------------- |
|                            |
| Динамо (Київ) 11-й титул   |